# PunkBuster
PunkBuster — комп'ютерна програма, розроблена для виявлення ПЗ, що використовується для шахраювання в мережевих іграх. Вона робить це шляхом сканування вмісту пам'яті на локальній машині. Підключення до захищених серверів комп'ютера, якого запідозрили у шахрайстві може бути заблоковано. Мета програми полягає в ізоляції шахраїв і відвертанні порушень правил ігор ними. PunkBuster розроблено компанією Even Balance.

## Історія
Тоні Рей заснував Even Balance для розробки PunkBuster після того, як зустрівся із шахраями у Team Fortress Classic.
Перша бета-версія програми PunkBuster була анонсована 21 вересня 2000 року для гри Half-Life. Valve в той час була у процесі важкої боротьби з шахраями, яка тривала з моменту випуску гри. Першою грою, в якій PunkBuster було інтегровано стала Return to Castle Wolfenstein від ID Software.